# Josh Inman
Joshua "Josh" Inman (født 13. marts 1980 i Hillsboro, Oregon, USA) er en amerikansk tidligere roer.
Inman deltog ved OL 2008 i Beijing, hvor han var en del af USA's båd, der vandt en bronzemedalje i otter. Beau Hoopman, Matt Schnobrich, Wyatt Allen, Micah Boyd, Daniel Walsh, Steven Coppola, Brian Volpenhein og styrmand Marcus McElhenney udgjorde resten af amerikanernes besætning. Amerikanerne sikrede sig bronzemedaljen efter en tæt finale, hvor de blev besejret med 1,45 sekunder af guldvinderne fra Canada, og med 0,22 sekunder af sølvvinderne fra Storbritannien.
Inman vandt desuden en VM-guldmedalje i otter ved VM 2005 i Japan, samt en bronzemedalje i firer med styrmand ved VM 2004 i Spanien.

## OL-medaljer
- 2008:  Bronze i otter